# Eupithecia conduplicata
Eupithecia conduplicata är en fjärilsart som beskrevs av W. Warren 1906. Eupithecia conduplicata ingår i släktet Eupithecia och familjen mätare. Inga underarter finns listade i Catalogue of Life.